# Analog Rebellion
Analog Rebellion (anteriormente PlayRadioPlay!) é uma banda de Indie/Powerpop, que se originou em Aledo, no Texas. É um projeto de Daniel Hunter, que começou criando suas músicas na garagem de sua casa, criando bases eletrônicas para suas composições. Ganhou popularidade no site My Space, com suas músicas. No seu EP (The Frequency EP), há um cover da música Mr. Brightside da banda The Killers. A música "My Attendance Is Bad But My Intentions Are Good" nomeou o episódio 16 da sétima temporada da série One Tree Hill.
Pode ser comparado com as bandas Hellogoodbye, Swimming With Dolphins, Postal Service, Broken Toy Airplanes e Eletric President.

## Carreira

### 2008: Sucesso precoce
Hunter começou a criar música em sua garagem, mas não foi realmente um músico até ele descobrir programação musical em Teoria musical na Aledo High School, quando começou a criar música baseada em eletrônica. Hunter lançou um EP intitulado  The Frequency E.P.  em 27 de abril de 2007, que estreou no No. 6 na tabela Eletrônica da Billboard e no 27 na tabela Heatseekers.
Depois de rapidamente ganhar popularidade no MySpace, Hunter assinou com  Island / Stolen Transmission no meio do seu último ano do ensino médio.

## Discografia
| The Frequency EP (2007):                    |
| ------------------------------------------- |
| Bad Cops Bad Charities                      |
| Compliment Each Other Like Colors           |
| Confines Of Gravity                         |
| At This Particular Moment In Time           |
| Even Fairy Tale Characters Would Be Jealous |
| Mr. Brightside                              |

| Texas (2008)                                                                   |
| ------------------------------------------------------------------------------ |
| Loco Commotion / Suddenly, I've Become A Perfectionist                         |
| I'm A Pirate, You're A Princess / A Special Thanks To Dr. Allan C. Lloyd       |
| Some Crap About The Furniture / Invisible Suits And Ties                       |
| Madi Don't Leave / For The Whole World/Room To See                             |
| Without Gravity                                                                |
| See You Soon                                                                   |
| I'm Afraid There's A Hole In My Brain / Taxes                                  |
| More Of The Worst / Lady Killers Wear Funny Hats                               |
| My Attendance Is Bad But My Intentions Are Good / Cheap Paper With Full Color… |
| Corner Office Bedroom / Why Is Everyone Running?                               |
| Forgiveness, The Enviable Trait                                                |
| Texas                                                                          |